# Середівка (Броварський район)
Середі́вка — село в Україні у Броварському районі, Київської області. Входить до складу Згурівської селищної громади. Населення становить 704 особи (на 1 січня 2012 року).

## Назва
Середівка,  від празвища засновника - Леонтія Середи.

## Історія
Хутір заснував київський міщанин Леонтій Середа Перша письмова згадка за Серединську слободу датована 1670 роком. Серед відомих козацьких старшин, що мали маєтність в Серединці був Джулай Яків Петрович (1742 – 1780) – син козака, службу розпочав у 1760 році полковим канцеляристом, з 1762 року військовий товариш Переяславського полку та його дружина, Марія Василівна (1749 – 1780), донька протопопа. Серединка зазначена і в Рум'янцевському описі 1765-1769 року уже в складі Басанської сотні, яку складали козаки Бикова і навколишніх поселень. Якийсь Григорій Середа став реєстровим козаком Биківської сотні під началом Федора Лутая, майбутнього кошового отамана запорожців. Наприкінці XVIII століття хутір належав гетьману Кирилу Розумовському. На хуторі проживало 197 жителів, було тридцять сім хат, що належали посполитим, різночинним, козацьким підсусідкам та підсусідкам владики..
Хутір є на мапі 1826-1840 років
Після смерті Розумовського 1803 року хутір перейшов до його сина, занепав, а на початку XIX століття перейшов у власність доньки К.Розумовського Анни, що одружиляся з князем О.В.Васильчиковим і став його власністю. Він збудував тут економію, спорудив фільварки в Олекині (колишній хутір між Середівкою та Олександринівкою), де знаходилися кінні та овечі заводи. Заснував Олексіївку де були викопані ставки в тодішному хуторі Великій Олексіївці та в Куті — так звані «мийки» для миття овець перед стриженням. Центральна економія мала винокурню, а поруч з нею — відгодівельний пункт для волів. Помістя Васильчикова в Новому Бикові мали земельні угіддя від села Миколаївки на 12 км до села Петрівки. Наприкінці XIX століття княгиня Лівен поруч з хутором Велика Олексіївка збудувала фільварки і заснувала село Малу Олексіївку та заселила в 1908 році селянами з різних сіл на місці знищених фільварків..
До села Середівки відносився і хутір Воловиця (нині не існує), розташований за 1,5 версти від села. 1910 році Воловиця мала 24 господи, з них козаків -
4, селян - 20, налічувалося 161 жителів у тому числі 1 кравець, 2 ткачі, 2 займалися інтелігентними та 4 іншими неземлеробськими заняттями, все інше доросле населення займалося землеробством на 337 десятинах чорноземів.
1881 року в Середівці мешкало 1388 осіб, а у 1908 році — 2271. До 1917 року в Середівці був один помішик, один священнослужитель, 20 заможних селян, 100 середняків, а решту населення складали незаможники. Тому, коли наприкінці січня 1918 року в Прилуках був організований Краснощоком загін Червоної армії, до нього влилися і добровольці із Середівки. Вони брали активну участь у боротьбі з німцями та денікінцями. У квітні 1920 року в Середівці створено комітет незаможних селян. Після революції Середівка, Мала і Велика Олексіївка входили до колишнього КСП імені газети «Сільські вісті». Було розподілено землю між безземельними та малоземельними селянами, велася боротьба з "бандитизмом". У 1925 році з незаможників та середняків утворено садовий кооператив, на площі 7 га посаджено сад, що 1930 року було передано сільськогосподарській артілі. У 1930 році в селі організовано колгосп «Жовтень» і завершено примусову колективізацію.
Також до Середовської сільради Турівського району Прилуцького округу відносився і хутір Покорщина (1923-1925), який пізніше у 1925-1930 роках був підпорядкований Олексіївської сільради Турівського р-ну Прилуцького округу. За переписом 1925 року в хуторі було 32 двори і 183 мешканці, а у 1930 році 33 двори, 177 мешканців. Хутір Покровщина приєднано до с. Олексіївки..
Жителі Середівки, які були репресовані і реабілітовані: Кобенко Горпина (Гордина) Романівна (нар. 1895), Бурлака [Бурлука] Олександр Трохимович (нар. 1896), Вдовенко Михайло Іларіонович (нар. 1888), Пархоменко Влас Тимофійович, Петренко Семен Олексійович, Стукало Іван Григорович, Сухенко Гаврило Іванович, Хоменко Григорій Дмитрович, Шипко Дмитро Харитонович.
Голодомор 1932-1933 років на хуторі Велика Олексіївка пережили лише 9 осіб. Хутір в середині минулого століття повністю занепав. 1941 року розпочалася німецько-радянська війна, усіх чоловіків було мобілізовано до лав російської окупаційної РСЧА. Село було окуповане німецькими військами, молодь повезли на примусові роботи до Німеччини. За часи війни селу завдано великих збитків: знищено багато будівель, забрано худобу, коней, свиней, птицю тощо. За допомогу радянським партизанам, участь у діверсійних актах проти окупаційної влади німцями були розтріляні місцеві мешканці І. Марійко, П. Герасюк, О. Стукало, І. Лук'яненко, Р. Міхно. З фронтів німецько-радянської війни додому не повернулося 215 середівців та олексіївців. Серед тих, хто повернувся з тої війни, слід відзначити, Героя Радянського Союзу гвардії лейтенанта Григорія Литвиненка, а також О. Шипка, Л. Товмаша, С. Шипка, П. Волковського, П. Бігуна, Я. Стукала та багатьох інших.
У 1972 році радгосп «Жовтень» та колгосп «Зоря комунізму» об'єднано в одне господарство. Наприкінці 1985 року колгосп «Зоря комунізму» розділено на два колгоспи — імені Ленінського комсомолу (село Аркадіївка) та імені газети «Сільські вісті» (села Середівка і Мала Олексіївка). Після аварії на Чорнобильській АЕС в Середівці збудовано 150 будинків садибного типу для переселенців з Чорнобильської зони відчуження — мешканців села Бобер Поліського району. Нині в селі працює середня школа, ФАП, 4 магазини, їдальня, здійснено газифікацію, заасфальтовано вулиці. Функціонують ТОВ «Наташа-Агро» та СТОВ «Богдан», які спеціалізуються на вирощуванні зернових культур, цукрового буряку, займаються тваринництвом.
Середівська сільрада Прилуцького району створена 1930 року, віднесено до Згурівського району 1935 року, Яготинського району — 1963, повернуто до Згурівського району в 1986 році. В 2020 році село передане до складу Броварського району.
26 серпня 2022 в процесі дерусифікації було перейменовано 3 вулиці: вул. Дідика на вул. Незалежності, вул. Московських студентів на вул. Вишнева, вул. Чкалова на вул. Миру.

## Населення

### Мова
Розподіл населення за рідною мовою за даними перепису 2001 року:
| Мова            | Кількість | Відсоток |
| --------------- | --------- | -------- |
| українська      | 761       | 97.94%   |
| російська       | 15        | 1.93%    |
| інші/не вказали | 1         | 0.13%    |
| Усього          | 777       | 100%     |

## Відомі люди
Народилися
- Вдовенко Володимир Дмитрович (1895—1981) — професор, репресований у 1936 році, після повернення зі сталінських таборів, оселився у Згурівці. Викладав у школі історію та географію, зробив великий внесок у дослідження минувшини краю.
- Кривда Григорій Федосійович — український письменник
- Литвиненко Григорій Євлампійович — педагог, учасник німецько-радянської війни, Герой Радянського Союзу.

Мешкали, працювали
- Проценко Володимир Миколайович — український письменник, заслужений діяч мистецтв України. Навчався у місцевій школі. Присвятив селу ряд ліричних творів.[9][10];